# Sant Cristòfol de Boldís Jussà
Sant Cristòfol de Boldís Jussà, modernament Sant Pere, és l'església parroquial del dins del nucli de població — al seu sector central-occidental — de Boldís Jussà, en el terme municipal de Lladorre, a la comarca del Pallars Sobirà.
És una església de pedra, d'una sola nau, amb campanar del tipus pirinenc, semblant als altres campanars d'època moderna existents al Pallars Sobirà. Aquest disposa de falses arcuacions sota la coberta. L'església serva interessants retaules barrocs, tant a l'absis principal com a les capelles laterals.
Substituí modernament la vella església parroquial de Sant Pere, per la qual cosa passà també a ser dedicada a sant Pere.

## Descripció
Església d'una sola nau amb capelles laterals i coberta per una volta de canó. Als peus de la nau, en la façana situada sota el pinyó que presenta els angles arrodonits, s'obre la porta d'arc lleugerament rebaixat.
En aquesta façana, s'aixeca un esvelt campanar octogonal decorat amb arcuacions cegues en la cornisa sota l'aguda coberta piramidal de llicorella.
Els paraments són de pedra vista. La coberta és a dues vessants de llicorella.

## Història
El nucli de Boldis Jussà apareix esmentat en l'acta de consagració de l'església de Sant Martí de Cardós o del Pui, de l'any 1146. La jurisdicció del lloc, com a part integrant de la Vall de Cardós, havia de ser del comte de Pallars, fins al final del segle xv, que passà als ducs de Cardona i després als seus hereus, els ducs de Medinaceli.
La parròquia de "Buslis Subteriore" consta en l'acta de consagració de la Seu d'Urgell, integrada a la Vall de Cardós. L'església parroquial de "Sancti Christophori de Buldis d'Avall", del deganat de Cardós, fou visitada l'any 1314 pels delegats de l'arquebisbe de Tarragona. L'any 1516, la parròquia de Boldís -segurament el document es refereix als dos Boldís junts- pagava al clavari del bisbat de la Seu d'Urgell la quantitat de tres lliures i tres sous. En una data propera, la rectoria de Sant Cristòfol era regida per Bernat Ricart i era valorada en quatre lliures. En aquest moment sembla clar que Boldís Sobirà era sufragània de Boldís Jussà.
En la visita pastoral de 1758 el titular de l'església de Boldís Jussà és ja sant Pere apòstol, encara que es conserva Sant Cristòfol com a patró.
No es disposa de més documentació que permeti esbrinar si l'actual capella de Sant Pere, a uns 200 m del poble i avui abandonada, correspon en realitat a l'antiga església parroquial de Sant Cristòfol, o si l'església parroquial actual tingué un origen altmedieval, amb el canvi de titularitat que figura en la visita de 1758. El que si es pot afirmar és que l'edifici visitat en aquesta data no sembla correspondre a l'actual edifici de l'església parroquial de Sant Pere.